# Basquetebol em cadeira de rodas nos Jogos Parapan-Americanos de 2023
As competições de Basquetebol em cadeira de rodas nos Jogos Parapan-Americanos de 2023 foram realizadas em Santiago, no Polideportivo 1 do Estádio Nacional, entre os dias 18 e 25 de novembro.
Os dois finalistas do torneio feminino e os três medalhistas do torneio masculino se qualificam para os Jogos Paralímpicos de Paris 2024.

Foram disputados 2 eventos (masculino e feminino), contando com a participação de 192 jogadores de 11 países participantes.
| MASCULINO - ARG Argentina - BRA Brasil - CAN Canadá - CHI Chile (Anfitrião) - COL Colômbia - USA Estados Unidos - PUR Porto Rico - VEN Venezuela | FEMININO - ARG Argentina - BOL Bolívia - BRA Brasil - CAN Canadá - CHI Chile (Anfitrião) - COL Colômbia - ESA El Salvador - USA Estados Unidos |

## Medalhistas
| Evento             | Ouro | Prata | Bronze |
| ------------------ | --- | --- | --- |
| Masculino detalhes | Jorge Sánchez Jacob Williams Talen Jourdan Brian Bell Steven Serio Trevor Jenifer Aj Fitzpatrick Jorge Salazar Peter Berry Fabian Romo John Boie Jeromie Meyer USA Estados Unidos                           | Jhan Quintero Rodrigo Pérez Joymar Granados Yeison Pérez Jairo Lázaro Héctor Garcés Daniel Diaz Oscar Restrepo Jhuan Escobar Jhon Hernández Jhoan Vargas Julian López COL Colômbia                  | Nikola Goncin Garret Ostepchuk Robert Hedges Blaise Mutware Lee Melymic Chad Jassmann Patrick Anderson Jonathan Vermette Tyler Miller Reed De'Aeth CAN Canadá                               |
| Feminino detalhes  | Abigail Bauleke Josephine Dehart Josie Aslakson Nathalie Schneider Rebecca Murray Rose Hollermann Kaitlyn Eaton Lindsey Zurbrugg Emily Oberst Bailey Moody Ixhelt Gonzalez Courtney Ryan USA Estados Unidos | Rosalie Lalonde Élodie Tessier Arinn Young Cindy Ouellet Tamara Steeves Puisand Lai Tara Llanes Bethany Johnson Kathleen Dandeneau Sofia Fassi Fehri Melanie Hawtin Desiree Isaac Pictou CAN Canadá | Ana de Lima Cleonete Santos Perla Assunção Lucicléia Costa Oara Uchôa Lia Soares Paola Klokler Vileide Almeida Ivanilde da Silva Denise Eusébio Maxcileide Ramos Jéssica Santana BRA Brasil |

### Quadro de medalhas
| Ordem | País               | Medalha de ouro | Medalha de prata | Medalha de bronze |   |
| ----- | ------------------ | --------------- | ---------------- | ----------------- | - |
| 1     | USA Estados Unidos | 2               |                  |                   | 2 |
| 2     | CAN Canadá         |                 | 1                | 1                 | 2 |
| 3     | COL Colômbia       |                 | 1                |                   | 1 |
| 4     | BRA Brasil         |                 |                  | 1                 | 1 |
| TOTAL | TOTAL              | 2               | 2                | 2                 | 6 |